# Polyura triphonius
Polyura triphonius är en fjärilsart som beskrevs av Hans Fruhstorfer 1914. Polyura triphonius ingår i släktet Polyura och familjen praktfjärilar. Inga underarter finns listade i Catalogue of Life.